# مقدمة في علم الوراثة
علم الوراثة هو دراسة الجينات ومحاولة شرح ماهيتها وكيفية عملها. تشكل الجينات الوسيلة التي ترث عبرها الكائنات الحية سمات أو صفات أسلافها، على سبيل المثال، يشبه الأطفال عادةً والديهم لأنهم ورثوا جيناتهما. يحاول علم الوراثة تعريف السمات الموروثة، وشرح كيفية انتقالها من جيل إلى جيل.
تشكل بعض السمات جزء من المظهر الجسدي للكائن الحي، أي أنها واضحة وجلية، كلون عينيه أو طوله أو وزنه مثلًا. في المقابل، لا يمكن رؤية بعض السمات الأخرى بسهولة، كفئات الدم أو مقاومة الكائن للأمراض مثلًا. تورث بعض السمات من خلال الجينات، لذلك يميل الأشخاص نحال البدن وطوال القامة إلى إنجاب أطفال يحملون هذه السمات أيضًا. تأتي السمات الأخرى من تفاعل الجينات مع البيئة، فقد يرث الطفل الميل إلى أن يكون طويل القامة، ولكن إن عانى من سوء تغذية خلال مرحلة النمو، فسيظل قصير القامة. قد تكون الطريقة، التي تتفاعل بها جيناتنا وبيئتنا لإنتاج سمة ما، معقدة. على سبيل المثال، يعتمد احتمال وفاة شخص ما، بسبب السرطان أو أمراض القلب، على جيناته وأسلوب حياته أيضًا.
تتكون الجينات من جزيء طويل يسمى الحمض النووي الريبوزي منقوص الأكسجين (الدنا)، وهو المادة التي تنسخ وتورث عبر الأجيال. يتكون الدنا من وحدات بسيطة تصطف بترتيب معين ضمن هذا الجزيء الكبير. يحمل ترتيب هذه الوحدات معلومات وراثية، على غرار الطريقة التي يحمل بها ترتيب الحروف على الصفحة معلومات محددة. تسمح اللغة التي يستخدمها الدنا، أي الشفرة الجينية، للكائنات الحية بقراءة المعلومات الموجودة في الجينات. تشكل هذه المعلومات التعليمات اللازمة لنمو الكائن الحي وقيامه بوظائفه.
لا تكون المعلومات الموجودة في جين معين متطابقة دائمًا بين كائن حي وآخر، لذا لا تعطي النسخ المختلفة من الجين دائمًا نفس التعليمات. يسمى كل شكل فريد من أشكال الجين الواحد أليل. على سبيل المثال، يمكن لأليل واحد من الجين الخاص بلون الشعر أن يوجه الجسم لإنتاج الكثير من الصبغة، ما يعطي الفرد شعر أسود، بينما يوجه أليل مختلف لنفس الجين تعليمات ناقصة لا تؤدي لإنتاج أي صبغة، ما يعطي الفرد الشعر الأبيض. تعرف الطفرات بأنها تغييرات عشوائية تطرأ على الجينات، وقد تخلق أليلات جديدة. قد تنتج الطفرات أيضًا سمات جديدة، فعلى سبيل المثال، أدت طفرات محددة في أليل الشعر الأسود إلى خلق أليل جديد للشعر الأبيض. تشكل عملية ظهور سمات جديدة أحد الجوانب المهمة في التطور.

## الجينات والوراثة

جزء من الحمض النووي الريبوزي منقوص الأكسجين. تحمل سلاسل الوحدات الشبيهة بالصفائح (النيوكليوتيدات) في المركز المعلومات.

تتكون الجينات من قطع دنا تحتوي على معلومات لتخليق الأحماض النووية الريبوزية أو عديد الببتيدات. تورث الجينات كوحدات، عندما يقسم الوالدان نسخًا من جيناتهم ويمررانها إلى ذريتهم. يملك البشر نسختين من كل جين من جيناتهم، لكن كل بويضة أو خلية منوية تحصل على نسخة واحدة فقط من هذه النسخ. تندمج البويضة مع الحيوان المنوي لتكوين مجموعات كاملة من الجينات. في النهاية، يملك النسل الناتج نفس عدد جينات والديهم، ولكن لكل جين نسختين، أحدها من الأب والأخرى من الأم.
تعتمد تأثيرات عملية المزج هذه على أنواع (الأليلات) الجين. إذا امتلك الأب نسختين من أليل الشعر الأحمر، والأم نسختين من أليل الشعر البني، سيحصل جميع أطفالهم على أليلين يعطيان تعليمات مختلفة، أحدهما للشعر الأحمر والآخر للبني. يعتمد لون شعر هؤلاء الأطفال على كيفية عمل هذه الأليلات معًا. إذا تفوق أحد الأليلين على تعليمات الآخر، سيسمى بالأليل السائد، ويسمى الأليل الآخر بالأليل المتنحي. إذا امتلكت ابنة ما أليلات لكل من الشعر الأحمر والبني، سيكون اللون البني هو السائد، وينتهي بها الأمر بشعر بني.
ما زالت هذه الفتاة بنية الشعر تحمل أليل اللون الأحمر، ولكنه غير ظاهر، وهذا يصف في الحقيقة الفرق بين ما تراه ظاهريًا (تسمى سمات الكائن الحي بالنمط الظاهري) والجينات داخل الكائن الحي (النمط الجيني). يمكنك في هذا المثال تسمية أليل اللون البني B وأليل اللون الأحمر b (من الطبيعي أن تكتب الأليلات السائدة بأحرف كبيرة والمتنحية بأحرف صغيرة). وفقًا لما سبق، تملك الابنة بنية الشعر النمط الظاهري للشعر البني، لكن نمطها الجيني Bb، أي تملك نسخة من الأليل B ونسخة من الأليل b.
تخيل الآن أن هذه المرأة كبرت وأنجبت أطفال من رجل بني الشعر، ولكن نمطه الجيني أيضًا Bb. ستكون بويضاتها مزيجًا من نوعين: نوع يحتوي على الأليل B، وآخر يحتوي على الأليل b. وبالمثل، سينتج شريكها مزيجًا من نوعين من الحيوانات المنوية يحتوي كل منهما على أحد هذين الأليلين. عندما تندمج الجينات المنقولة إلى ذريتهم، سيملك هؤلاء الأطفال فرصة الحصول على شعر بني أو أحمر، فقد يحصلون على النمط الجيني BB الذي يعطي شعر بني أو Bb الذي يعطي شعر بني أو bb الذي يعطي شعر أحمر. في هذا الجيل، سيحصل الأليل المتنحي على فرصة التعبير عن نفسه في النمط الظاهري للأطفال، أي قد يملك بعضهم شعر أحمر كشعر أحد أجدادهم.
تورث العديد من السمات بطريقة أكثر تعقيدًا من المثال أعلاه. قد يحدث هذا عندما يتعلق الأمر بمجموعة من الجينات، أي عندما يساهم كل جين بجزء صغير في النتيجة النهائية. يميل الأشخاص طوال القامة إلى إنجاب أطفال طوال القامة، بسبب حصول أطفالهم على مجموعة من الأليلات، وكل أليل منها يساهم قليلًا في مقدار نموهم. مع ذلك، لا توجد مجموعات محددة بوضوح من الأشخاص قصار القامة وطوال القامة، كمجموعات الأشخاص الذين يملكون شعر بني وأحمر. يعزى ذلك لمشاركة عدد كبير من الجينات في الأمر، ما يجعل السمة متغيرة للغاية، ويساهم بتنوع طول الأفراد. تورث سمات العين الخضراء/ الزرقاء وفقًا لنموذج الوراثة المعقد هذا أيضًا، على الرغم من سوء الفهم الشائع للأمر. قد تكون الوراثة معقدة أيضًا عندما تعتمد السمة على التفاعل بين علم الوراثة والبيئة. على سبيل المثال، لا يغير سوء التغذية بعض السمات، كلون العين مثلًا، ولكنه قد يعيق النمو.